# 선재로
선재로(Seonjae-ro)는 인천광역시 옹진군 영흥면에 있는 도로로, 총 연장은 3.68km이다. 이름이 유래된 것은 행정구역명이자 섬인 선재도를 이용하여 선재로로 도로명이 부여되었다.

## 역사
- 2009년 2월 3일 : 도로명으로 선재로를 고시

## 주요 경유지
- 옹진군
  - 영흥면 (선재리)

## 접촉하는 도로
- 직결 : 영흥로, 대선로
- 교차 : 없음

## 교량
- 영흥대교 - 영흥도까지 직결함
- 선재대교 - 대부도로 연결됨

## 갤러리
- 2024년 11월
- 2024년 11월

## 같이 보기
- 선재도